# Чех, Андрео
Андрео Чех (рум. Andreo Cseh, венг. Cseh Andor или András; 1895—1979) — румынский католический священник и эсперантист венгерского происхождения.

## Биография
Родился 12 сентября 1895 года в трансильванском городе Лудуш (Марошлудаш по-венгерски).
Эсперантист с 1910 года, стал католическим священником в 1919 году. Будучи в Сибиу, в 1920 году он разработал знаменитый метод обучения эсперанто Cseh method. По этому случаю был приглашен в город Тыргу-Муреш, где он провел несколько курсов эсперанто. Оттуда он отправился в город Клуж-Напока, где также вел курсы и начал организовывать румынское движение эсперантистов. Осенью 1922 года Андрео Чех отправился по приглашению Хенрико Фишер-Галати в Бухарест, с которым основал румынский эсперанто-центр (Esperanto-Centro Rumana). В течение двух лет он продвигал эсперанто и обучал ему в Бухаресте и близлежащих городах.

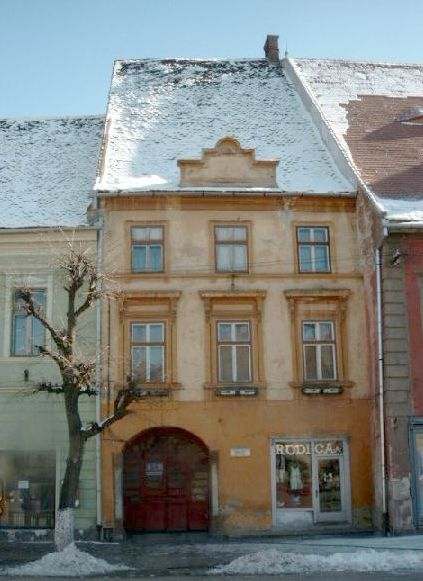
Дом в Сибиу, где жил Чех

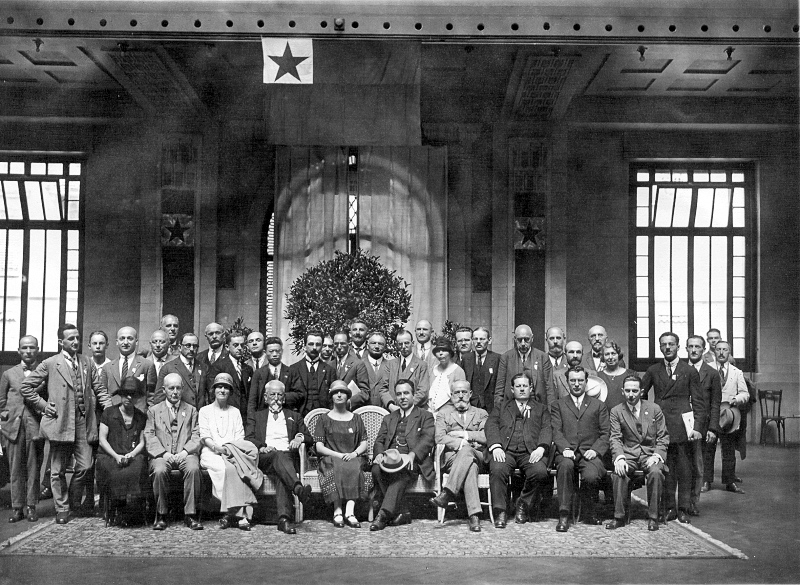
Участники Всемирного конгресса в Женеве, 1925 год

Начиная с 1921 года, Чех был делегатом Всемирной ассоциации эсперанто. В 1924 году его епископ Majláth разрешил Чеху  полностью посвятить себя распространению эсперанто. В том же году он стал секретарем комитета  Internacia Centra Komitato и посещал различные страны мира для распространения эсперанто. Участвовал в организации Всемирных конгрессов эсперантистов в Женеве в 1925 году, в Данциге в 1927 году и в Будапеште в 1929 году.
Осенью 1927 года мэр Стокгольма пригласил его вести курсы эсперанто в Швеции, в том числе в шведском парламенте. В апреле 1929 года появилось первое печатное издание его курса в виде книги, написанной и изданной в Стокгольме. Затем Андрео Чех вёл курсы эсперанто в Эстонии, Франции, Германии, Латвии, Нидерландах, Норвегии, Польше и Швейцарии, навсегда оставшись в Нидерландах в 1930 году. Везде его курсы имели большой успех, вызвав спрос на изучение эсперанто во многих странах. В течение многих лет Чех возглавлял международные школы для преподавателей эсперанто сначала в Будапеште (1929), а затем в Арнеме. В 1930-х годах Андрео Чех несколько раз с преподавательской целью посещал Берлин. 24 мая 1930 года он вместе с Юлией Исбрюкер и её мужем основали Международный эсперанто-институт. В 1932 году он основал и стал главным редактором эсперанто-журнала La Praktiko, который издавался до 1970 года. 
В конце жизни Андрео Чех снова стал священником.
Умер 9 марта 1979 года в Гааге.